# Ochogona euganeorum
Ochogona euganeorum är en mångfotingart som först beskrevs av Karl Wilhelm Verhoeff 1927.  Ochogona euganeorum ingår i släktet Ochogona och familjen knöldubbelfotingar. Inga underarter finns listade i Catalogue of Life.